# 조제 보싱와
주제 보싱와 자 시우바(포르투갈어: José Bosingwa da Silva, 1982년 8월 24일 ~ )는 포르투갈 출신의 옛 축구 선수이다. 그의 아버지는 포르투갈인이며, 어머니는 콩고 민주 공화국인인 뮬라토이다. 왕성한 체력을 바탕으로 하는 끊임없는 오버래핑과 날카로운 크로스가 강점이다. 수비력도 준수한 편인데, 태클이나 대인 방어 능력이 뛰어난 편은 아니며, 상대를 비생산적인 지역으로 공을 몰고 가도록 하는 수비 방식을 선호한다.

## 클럽 경력
어린 시절 포르투갈로 건너온 보싱와는 보아비스타 FC 유스 출신으로 처음에는 주로 측면 미드필더로 활약했다. 가끔은 수비형 미드필더로도 뛰었다.
2000-01 시즌, 포르투갈의 2부 리그 팀인 SC 프레아문데에서 성인 데뷔 무대를 치렀다.
2001-02 시즌부터는 친정팀인 보아비스타 FC에서 활약했다.
2002-03 시즌 주전 자리를 확보한 보싱와는 당시 FC 포르투의 감독이었던 조제 모리뉴의 눈에 띄었고, 2003년 여름, FC 포르투로 이적하였다.
2003-04 시즌에는 포지션 경쟁자인 파울루 페헤이라에 밀려 주전으로 기용되지는 못했으나, 2004년 5월 파울루 페헤이라가 첼시 FC로 이적하면서 2004-05 시즌부터 FC 포르투의 주전 오른쪽 풀백으로 자리잡았다.
2008년 5월, 첼시 FC로 이적하였지만 기대만큼의 활약을 보여주지 못하고 2011-2012 시즌이 끝난 후 계약기간 만료로 방출된다.

## 특이 사항
UEFA 챔피언스리그 2008-09 4강 1차전에서 경고 누적으로 결장한 애슐리 콜을 대신해 왼쪽 풀백으로 출전, FC 바르셀로나의 리오넬 메시를 막아내며 첼시 FC의 무실점에 기여하였다.

## 국가대표팀

### 경력
- 2004년 하계 올림픽 국가대표
- UEFA 유로 2008 국가대표

### 수상
- UEFA 유로 2008 올스타 팀